# ストライクバック:極秘ミッション
『ストライクバック：極秘ミッション』（ストライクバックごくひみっしょん、Strike Back）は、アメリカのCinemaxとイギリスのSky1で放送されていたテレビドラマ。
この番組はイギリスのSky1で放送されていた『反撃のレスキュー・ミッション』のスピンオフシリーズにあたる。
アメリカでの第1シーズンの初回放送は2011年8月12日に開始された。2020年に最終第8シーズンで完結した。
日本ではWOWOWで2013年7月5日から毎週金曜23：00に第1シーズンが（字幕版は翌週火曜0：10。再放送は翌週金曜15：00）、2014年7月11日から毎週金曜23：00に第2シーズンが放送（字幕版は翌週火曜0：00）。

## 概要
英軍機密情報部配下にあり、その存在は公には隠されている極秘部隊セクション20。そこに所属し、世界各地で困難なミッションに挑むタフガイコンビ、ストーンブリッジとスコットの活躍を描く痛快アクション。

## ストーリー

### シーズン1
SISの隊員ジョン・ポーターは、謎の人物ラティーフを首謀者とする英米へのテロ攻撃「ドーン計画」の調査中、パキスタンで敵組織に拉致されてしまう。セクション20のストーンブリッジは、ラティーフを見たことがあるという合衆国陸軍特殊部隊デルタ・フォースの隊員スコットに協力を求めるが、スコットはなぜか不名誉除隊の処分を受けていた。スコットを仲間に加え、ラティーフを追い世界中を駆けまわる。「ドーン計画」、そしてラティーフを追い詰めるにつれ、内通者の存在が発覚する。

### シーズン2
ドーン計画を阻止したが、指揮官のグラント大佐を失ったセクション20。スコットはアフリカのケニアでリビア人から情報提供を受けるが、ナイロビで武装グループに襲われ、同行した高等弁務官事務所のバートン公使と女性職員レイチェルが誘拐される。ソマリア反政府勢力の大物ワーブリのしわざだ。スコットは単独でソマリアに潜入するが、彼もワーブリの一味に捕まる。ワーブリは何か重要な装置を4つ入手していた。
一方、ストーンブリッジは妊娠した妻との生活を大切にしようとセクション20を去り、特殊部隊のSASで指導官をしていたが、元相棒のスコットを救うためセクション20に復帰。リッチモンドとソマリアに乗り込むが……。

## 登場人物

### セクション20
マイケル・ストーンブリッジ
演 - フィリップ・ウィンチェスター、日本語吹替 - 高橋広樹
聡明で頼りになる軍曹。人望があり、チームにおいて影響力を持つ。孤児として育つという複雑な幼少期を経て、18歳でイギリス海兵隊に入隊。その後、特殊部隊SBSを経て、グラント大佐の誘いでセクション20の一員となった。妻ケリーとは一見すると円満だが、任務遂行とのはざまで夫婦間の溝は深まりつつある。
ダミアン・スコット
演 - サリバン・ステイプルトン、日本語吹替 - 藤原啓治
米デルタフォースに所属していたが、なぜか不名誉除隊に。英米へのテロ攻撃の首謀者とされるラティーフ本人を見たことがあるために敵組織に拉致された、ジョン・ポーターの救出作戦に参加。これを機にセクション20チームの一員となる。仲間たちとはしばしば対立するが、ミッションを確実に成し遂げるという点では信頼できる人物。女好きな一面もある。
エレノア・グラント
演 - アマンダ・ミーリング、日本語吹替 - 五十嵐麗
セクション20を率いる大佐。外交的配慮との軍事目標のバランスを取ることに長けた戦略家。最終目標のためならハイリスクな作戦も辞さない厳格な一面を持つ一方、部下である隊員たちを徹底的に信頼。彼らの運命を背負う責任を感じている。
ケイト・マーシャル
演 - エヴァ・バーシッスル、日本語吹替 - 加藤優子
大尉。高学歴かつ高度な訓練を受けたチーム屈指の諜報アナリスト。熟練度はチームナンバーワンで、ミッションの経験も豊富。鋭い洞察力を備えた頼れる人物。
オリヴァー・シンクレア
演 - ラシャン・ストーン、日本語吹替 - 小杉十郎太
少佐。組織を率いるグラント大佐の右腕として、ミッションを後方からサポートする一方、チーム全体のマネージメントも担当している。ハイテクなモバイル機器の取り扱いにも長けている。
ジュリア・リッチモンド
演 - ミシェル・ルークス、日本語吹替 - 宮山知衣
軍曹。現場との適切な情報伝達をはじめとする、ミッション遂行に伴うコミュニケーション全般を統括する責任者としてチームに貢献している。頭脳明晰でハイテクにも明るく、複数の言語も習得している。
ジョン・ポーター
演 - リチャード・アーミティッジ、日本語吹替 - 津田健次郎
元イギリスSAS所属のSISの隊員。謎のテロリスト ラティーフを追う過程で拉致され、殺害される。
レイチェル・ダルトン
演 - ローナ・ミトラ、日本語吹替 - 藤貴子
在ケニア高等弁務官事務所職員として登場するが、実は対テロ活動において情報収集・監視などの極秘任務を遂行する英国の特殊偵察連隊の一員。シーズン1最終話で殉職したグラント大佐の後任として、シーズン2の途中からセクション20の新指揮官に着任する。

### セクション20のターゲット
＜シーズン1＞
ラティーフ
謎の大物テロリスト。英米へのテロ攻撃「ドーン計画」の首謀者とされる人物。
＜シーズン2＞
コンラッド・ノックス
演 - チャールズ・ダンス、日本語吹替 - 堀勝之祐
コンラッド・ノックス財団の創始者であるアメリカ人。億万長者。表向きは、アフリカの食糧支援、農業開発、武装解除に尽力する人道主義者だが、実は、核兵器の爆発を引き起こす「トリガー」を手に入れようと画策する悪の黒幕。
カール・マトロック
演 - ヴィンセント・リーガン、日本語吹替 - 立木文彦
コンランド・ノックスお抱えの傭兵。フランス外人部隊に参加し、カンボジア、ソマリア、ルワンダ、コンゴ、ボスニア、コソボなどで任務にあたった経験を持つ。ノックスの指示を受け、「トリガー」を入手すべく奔走する。

## エピソード一覧

### シーズン一覧
| シーズン | シーズン | シーズンタイトル | 話数 | 話数 | 放送期間       | 放送期間       |
| シーズン | シーズン | シーズンタイトル | 話数 | 話数 | 初回放送       | 最終回放送     |
| -------- | -------- | ---------------- | ---- | ---- | -------------- | -------------- |
|          | 1        | Strike Back      | 6    | 6    | 2010年5月5日   | 2010年5月19日  |
|          | 2        | Project Dawn     | 10   | 10   | 2011年8月21日  | 2011年10月23日 |
|          | 3        | Vengeance        | 10   | 10   | 2012年9月2日   | 2012年11月4日  |
|          | 4        | Shadow Warfare   | 10   | 10   | 2013年10月28日 | 2013年12月30日 |
|          | 5        | Legacy           | 10   | 10   | 2015年6月3日   | 2015年7月29日  |
|          | 6        | Retribution      | 10   | 10   | 2017年10月31日 | 2018年2月28日  |
|          | 7        | Revolution       | 10   | 10   | 2019年2月28日  | 2019年5月2日   |
|          | 8        | Vendetta         | 10   | 10   | 2020年2月25日  | 2020年4月28日  |

### シーズン1 （2011年）
| 通算 | 話数 | タイトル                              | 原題       | 監督            | 米国放送日     | 視聴者数 (万人) |
| ---- | ---- | ------------------------------------- | ---------- | --------------- | -------------- | --------------- |
| 1    | 1    | ニューデリー ホテル人質解放作戦: 前編 | Episode 1  | Daniel Percival | 2011年8月21日  | 56              |
| 2    | 2    | ニューデリー ホテル人質解放作戦: 後編 | Episode 2  | Daniel Percival | 2011年8月19日  | 16              |
| 3    | 3    | ケープタウン 機密データ解析作戦: 前編 | Episode 3  | Bill Eagles     | 2011年8月26日  | 25              |
| 4    | 4    | ケープタウン 機密データ解析作戦: 後編 | Episode 4  | Bill Eagles     | 2011年9月9日   | 21              |
| 5    | 5    | ダルフール 武器トレード作戦: 前編     | Episode 5  | Alex Holmes     | 2011年9月16日  | 30              |
| 6    | 6    | ダルフール 武器トレード作戦: 後編     | Episode 6  | Alex Holmes     | 2011年9月23日  | N/A             |
| 7    | 7    | コソボ EU使節団帰還作戦: 前編         | Episode 7  | Paul Wilmshurst | 2011年9月30日  | 27              |
| 8    | 8    | コソボ EU使節団帰還作戦: 後編         | Episode 8  | Paul Wilmshurst | 2011年10月7日  | 33              |
| 9    | 9    | ブダペスト ドーン計画撃滅作戦: 前編   | Episode 9  | Daniel Percival | 2011年10月14日 | 24              |
| 10   | 10   | ブダペスト ドーン計画撃滅作戦: 後編   | Episode 10 | Daniel Percival | 2011年10月21日 | 24              |